# Казыли (Елабужский район)
 Казыли  — деревня в Елабужском районе Татарстана. Входит в состав Костенеевского сельского поселения.

## География
Находится в северной части Татарстана на расстоянии приблизительно 23 км на запад-юго-запад по прямой от районного центра города Елабуга.

## История
Деревня известна с 1640-х годов.

## Население
Постоянных жителей было в 1859 году — 249, в 1887—361, в 1905—391, в 1920—424, в 1926—384, в 1938—396, в 1949—343, в 1958—250, в 1970—212, в 1979—170, в 1989—109. Постоянное население составляло 119 человек (русские 72 %) в 2002 году, 106 в 2010.